# Ancistrocladaceae
Ancistrocladaceae es una familia de plantas poco estudiada.
El sistema APGII de 2003 reconoce a esta familia y le asigna el orden Caryophyllales. La familia consta de un solo género: Ancistrocladus, con alrededor de una docena de lianas encontradas en las zonas tropicales del Viejo Mundo.
La evidencia molecular y bioquímica la relaciona con las plantas carnívoras del orden Caryophyllales (familias Droseraceae y Nepenthaceae y las especies Drosophyllum lusitanicum y Triphyophyllum peltatum, aunque las plantas de esta familia no son carnívoras.
La relación cercana entre esta familia y la Dioncophyllaceae (que contiene la especie Triphyophyllum peltatum) se apoya en el polen y la estructura similar del peciolo.

## Descripción
El único género de la familia Ancistrocladaceae es Ancistrocladus, un género poco conocido con cerca de 20 especies. Estas son palaeotropicales, plantas trepadoras, que se encuentran en las tierras bajas y húmedas submontanas siempreverde estacional o de bosques pantanosos. El tallo es complejo y puede exceder de 10 cm de diámetro. Está a lo largo de un lado unido al árbol con rezones, (espinas laterales cortas, con forma de gancho formadas a partir de ápices del tallo modificados), opuestos a las hojas. Sus hojas nacen en densas rosetas de hoja perenne. Tienen un corto pecíolo y la falta de estípulas. Tienen una única cera secretora de tricomas en la epidermis  y las glándulas de la superficie abaxial. Las flores son pequeñas con un corola , que está imbricada o enrollada longitudinalmente. El fruto es una nuez con frecuencia acrescentes como alas sépalos .

## Taxonomía
El género fue descrito por Nathaniel Wallich y publicado en A Numerical List of Dried Specimens 1052. 1829.  La especie tipo es: Ancistrocladus hamatus  (Sri Lanka)

|  | Drosophyllum lusitanicum                                               |
|  |                                                                        |
|  | \| \| Dioncophyllaceae \| \| \| \| \| \| Ancistrocladaceae \| \| \| \| |
|  |                                                                        |
|  | Dioncophyllaceae                                                       |
|  |                                                                        |
|  | Ancistrocladaceae                                                      |
|  |                                                                        |

|  | Dioncophyllaceae  |
|  |                   |
|  | Ancistrocladaceae |
|  |                   |

## Relación de especies
- Ancistrocladus attenuatus  (Birmania)
- Ancistrocladus barteri  (Guinea)
- Ancistrocladus congolensis  (Congo)
- Ancistrocladus ealaensis  (Congo)
- Ancistrocladus extensus  (Camboya)
- Ancistrocladus grandiflorus  (Camerún)
- Ancistrocladus guineensis  (Nigeria)
- Ancistrocladus hainanensis  (Hainan. China)
- Ancistrocladus hamatus  (Sri Lanka)
- Ancistrocladus heyneanus  (India)
- Ancistrocladus korupensis  (Camerún)
- Ancistrocladus letestui  (Gabón)
- Ancistrocladus likoko  (Congo)
- Ancistrocladus robertsoniorum  (Kenia)
- Ancistrocladus tanzaniensis  (Tanzania)
- Ancistrocladus tectorius  (Tailandia)
- Ancistrocladus uncinatus  (Nigeria)